# (27098) Bocarsly
(27098) Bocarsly est un astéroïde de la ceinture principale d'astéroïdes.

## Description
(27098) Bocarsly est un astéroïde de la ceinture principale d'astéroïdes. Il fut découvert le 28 octobre 1998 à Socorro (Nouveau-Mexique) par le projet LINEAR. Il présente une orbite caractérisée par un demi-grand axe de 2,44 UA, une excentricité de 0,08 et une inclinaison de 3,8° par rapport à l'écliptique.

## Compléments